# Pentila cloetensi
Pentila cloetensi är en fjärilsart som beskrevs av Aurivillius 1897. Pentila cloetensi ingår i släktet Pentila och familjen juvelvingar. Inga underarter finns listade i Catalogue of Life.